# Judith Chernaik
Judith Chernaik (New York, ...) è una scrittrice statunitense, che vive a Londra da diversi anni.
Profonda conoscitrice di Shelley, alle sue figlie è dedicata la vicenda narrata nel suo unico romanzo tradotto in Italia, Le figlie di Mab (edito da Luciana Tufani Editrice). Altri suoi  romanzi sono The Daughter, la biografia romanzata di Eleanor Marx, Double Fault e Leah. È, inoltre, autrice di diversi atti unici. Negli ultimi anni è anche animatrice del progetto Poems on the Underground (Poesie nella metropolitana), che, da Londra, si sta diffondendo altrove.

## Opere
- Mab's Daughters (trad. italiana: Le figlie di Mab, Luciana Tufani Editrice, Ferrara, 1997)
- The Daughter
- Double Fault
- Leah